# Ḥā petit v souscrit
Cette page contient des caractères spéciaux ou non latins. S’ils s’affichent mal (▯, ?, etc.), consultez la page d’aide Unicode.
Ḥā petit v souscrit ‹  › est une lettre additionnelle de l’alphabet arabe parfois utilisée dans l’écriture du bosnien avec l’arebica. Elle est composée d’un ḥā ‹ ح › diacrité d’un petit v souscrit.

## Utilisation
En bosnien écrit avec l’arebica de Čaušević la consonne /dʑ/ est traditionnellement écrite avec ǧim ‹ ج › comme la consonne /dʒ/. Cependant, certains auteursutilisant l’arebica, comme Abdurahman Nametak, utilisent plutôt le ḥā petit v souscrit ‹  › pour la consonne affriquée alvéolo-palatale voisée /dʑ/.
Le ḥā petit v souscrit ‹  › a été utilisé dans l’alphabet adyguéen arabe utilisé de 1918 à 1927.
| Positions | Formes |
| --------- | ------ |
| Isolée    |        |
| Initiale  |        |
| Médiane   |        |
| Finale    |        |